# Fibragallia grandigitata
Fibragallia grandigitata är en insektsart som beskrevs av Nielson 1999. Fibragallia grandigitata ingår i släktet Fibragallia och familjen dvärgstritar. Inga underarter finns listade i Catalogue of Life.